# Mechatronika

Diagram pokazujący, że mechatronika jest połączeniem różnych dziedzin techniki

Mechatronika – dziedzina nauki, technika interdyscyplinarna, której istotą jest dodawanie rozwiązań elektronicznych do mechanizmów w celu uzyskania możliwie najlepszych efektów.

## Charakterystyka
Słowo mechatronika pojawiło się po raz pierwszy w 1969 roku w Japonii. Zostało wprowadzone przez T. Mori z japońskiej firmy Yaskawa. Do wczesnych lat 80. XX wieku termin mechatronika oznaczał mniej więcej tyle co zelektryfikowany mechanizm. W połowie lat 80. XX wieku w Europie przez mechatronikę zaczęto rozumieć nową dziedzinę, która zapełniła lukę, jaka istniała wówczas między inżynierią mechaniczną a elektroniką. W Stanach Zjednoczonych jednak niechętnie odnoszono się do samego terminu mechatronika preferując zamiast niego określenie inżynieria systemów. W kolejnych latach definiowano mechatronikę na różne sposoby. Zgodnie z definicją przyjętą przez International Federation for the Theory of Machines and Mechanism mechatronika jest „synergiczną kombinacją mechaniki precyzyjnej, elektronicznego sterowania i systemowego myślenia przy projektowaniu produktów i procesów produkcyjnych”.
Mechatronikę można dziś określić jako dziedzinę inżynierii, która stanowi połączenie inżynierii mechanicznej, elektrycznej, komputerowej, automatyki i robotyki, służącą projektowaniu i wytwarzaniu nowoczesnych urządzeń. Mechatronika jest uznawana za jedną z kluczowych dziedzin trwającej obecnie rewolucji 4.0.
Przedmiotem zastosowań mechatroniki jest między innymi wytwarzanie:
- układów sterowania pojazdami
- nowoczesnych zabawek
- zaawansowanych urządzeń powszechnego użytku oraz elektroniki użytkowej
- urządzeń automatyki i robotyki, w tym robotów przemysłowych
- obrabiarek sterowanych numerycznie
- aparatury medycznej
- mikroukładów elektromechanicznych
- narzędzi do nanopomiarów.

## Mechatronika na polskich uczelniach

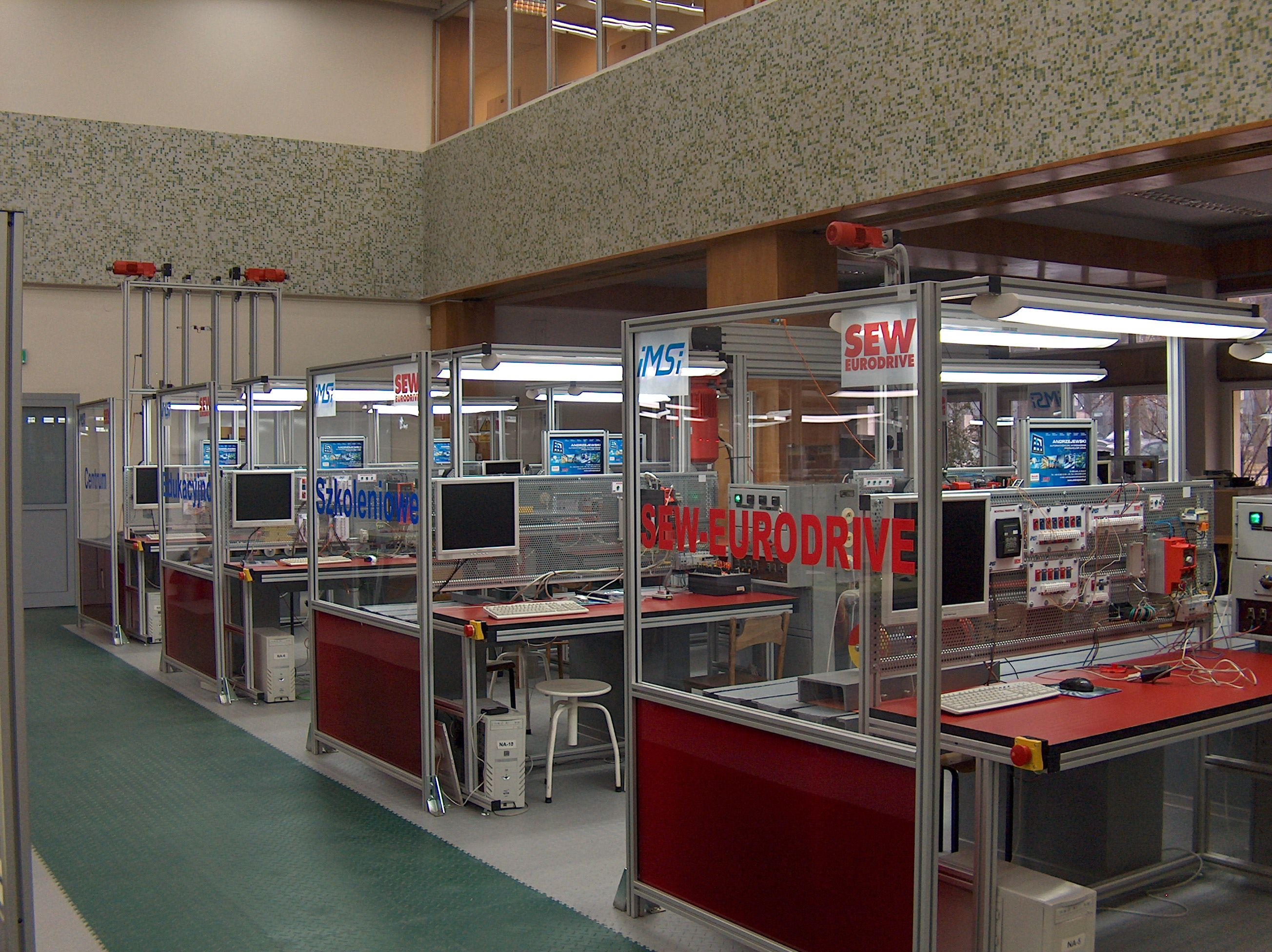
Laboratorium Mechatroniki w Instytucie Mechatroniki i Systemów Informatycznych Politechniki Łódzkiej

Studia w zakresie mechatroniki w Polsce prowadzą między innymi następujące uczelnie (uszeregowane w porządku alfabetycznym):
- Akademia Górniczo-Hutnicza w Krakowie
- Akademia im. Jakuba z Paradyża w Gorzowie Wielkopolskim
- Akademia Marynarki Wojennej w Gdyni
- Akademia Morska w Szczecinie[4]
- Akademia Techniczno-Humanistyczna w Bielsku-Białej
- Dolnośląska Wyższa Szkoła Przedsiębiorczości i Techniki w Polkowicach
- Państwowa Wyższa Szkoła Wschodnioeuropejska w Przemyślu
- Państwowa Wyższa Szkoła Zawodowa w Lesznie
  - Instytut Politechniczny
- Państwowa Wyższa Szkoła Zawodowa w Nowym Sączu
- Państwowa Wyższa Szkoła Zawodowa w Sandomierzu
- Akademia Nauk Stosowanych w Tarnowie
- Politechnika Białostocka
- Politechnika Częstochowska
- Politechnika Gdańska
- Politechnika Koszalińska
- Politechnika Krakowska
  - Wydział Mechaniczny, jako specjalność kierunku Automatyka i Robotyka
- Politechnika Lubelska
- Politechnika Łódzka
  - Katedra Automatyki, Biomechaniki i Mechatroniki
  - Instytut Mechatroniki i Systemów Informatycznych
  - Centrum Kształcenia Międzynarodowego (kierunek Mechatronika)
- Politechnika Opolska
- Politechnika Poznańska
- Politechnika Rzeszowska
- Politechnika Śląska w Gliwicach
  - Wydział Elektryczny Politechniki Śląskiej (Katedra Mechatroniki)[5]
  - Wydział Mechaniczny Technologiczny (kierunek Mechatronika)
- Politechnika Świętokrzyska w Kielcach
  - Zakład Mechatroniki
- Politechnika Warszawska
  - Wydział Mechatroniki (dawniej Wydział Mechaniki Precyzyjnej)
  - Wydział Samochodów i Maszyn Roboczych (kierunek Mechatronika)
- Politechnika Wrocławska
  - Wydział Mechaniczny
  - Wydział Elektryczny
  - Wydział Elektroniki Mikrosystemów i Fotoniki
  - Wydział Techniczno-Inżynieryjny[6]
- Powiatowy Zespół Szkół nr 2 w Kościerzynie
- Uniwersytet Kazimierza Wielkiego w Bydgoszczy
- Uniwersytet Rzeszowski
- Uniwersytet Technologiczno-Przyrodniczy w Bydgoszczy
- Uniwersytet Śląski w Katowicach
  - Wydział Informatyki i Nauki o Materiałach
- Uniwersytet Warmińsko-Mazurski w Olsztynie
- Uniwersytet Zielonogórski[7]
- Wojskowa Akademia Techniczna w Warszawie
  - Wydział Mechatroniki i Lotnictwa
- Wyższa Szkoła Gospodarki w Bydgoszczy
- Wyższa Szkoła Informatyki w Łodzi[8]
- Wyższa Szkoła Mechatroniki w Katowicach
- Wyższa Szkoła Techniczna w Katowicach[9]
- Zachodniopomorski Uniwersytet Technologiczny w Szczecinie
  - Wydział Inżynierii Mechanicznej i Mechatroniki